# Reighton
Reighton är en ort och civil parish i Storbritannien.   Den ligger i grevskapet North Yorkshire och riksdelen England, i den östra delen av landet, 290 km norr om huvudstaden London. Reighton ligger 90 meter över havet och antalet invånare är 407.
Terrängen runt Reighton är platt. Havet är nära Reighton åt nordost. Runt Reighton är det ganska tätbefolkat, med 134 invånare per kvadratkilometer. Närmaste större samhälle är Scarborough, 15,6 km nordväst om Reighton. Trakten runt Reighton består till största delen av jordbruksmark.